# Cărăbușul de aur
„Cărăbușul de aur” (în engleză The Gold-Bug) este o povestire a scriitorului american Edgar Allan Poe. Petrecută pe Sullivan's Island din statul Carolina de Sud, povestirea relatează o întâmplare a lui William Legrand, după ce acesta a fost mușcat de un cărăbuș de culoare aurie. Servitorul său, Jupiter, se teme că stăpânul său a înnebunit și îl anunță pe prietenul lui Legrand, un narator nenumit, care este de acord să-și viziteze vechiul prieten. Legrand îi atrage pe cei doi într-o aventură după descifrarea unui mesaj secret care-i conduce la o comoară îngropată.
Povestirea este adesea comparată cu „poveștile de raționament” ale lui Poe ca o formă timpurie de literatură detectivistică. Poe a devenit conștient de interesul publicului față de scrierile misterioase în 1840 și le-a cerut cititorilor să-i provoace abilitățile sale de spărgător de coduri. El a profitat de popularitatea criptografiei în scrierea povestirii „Cărăbușul de aur”, iar succesul povestirii se centrează pe o astfel de criptogramă. Caracterizarea lui Jupiter, servitorul lui Legrand, a fost criticată ca rasistă dintr-o perspectivă modernă mai ales pentru că discursul său este scris în dialectul negrilor americani și din cauza replicilor sale adesea comice.
Poe a trimis „Cărăbușul de aur” la un concurs literar organizat de Philadelphia Dollar Newspaper. Povestirea lui a câștigat marele premiu și a fost publicată în trei numere ale revistei, începând din iunie 1843. Premiul a inclus și o sumă de 100 de dolari, probabil cea mai mare sumă primită de Poe pentru oricare dintre operele sale. „Cărăbușul de aur” a avut un succes imediat și a devenit cea mai populară și mai citită scriere a lui Poe din timpul vieții sale. Ea a contribuit, de asemenea, la popularizarea criptogramelor și a scrierii secrete.

## Rezumat
William Legrand, care și-a pierdut recent averea, s-a mutat pe Insula Sullivan din Carolina de Sud, împreună cu slujitorul său afro-american Jupiter. El s-a împrietenit cu naratorul care-l vizita des la coliba din insulă. Într-o seară, naratorul sosește în coliba lui Legrand, dar nu găsește pe nimeni acolo. La scurtă vreme sosesc Legrand și Jupiter. Legrand îi povestește că a văzut un cărăbuș despre care credea că este din aur pur. A încercat să-l prindă, dar insecta l-a mușcat. Cu ajutorul lui Jupiter, cărăbușul a fost prins, dar Legrand i-l împrumutase unui locotenent de la fortul militar Moultrie cu care se întâlnise pe drum.
Legrand desenează apoi cărăbușul pe o bucată de hârtie pe care a scos-o din buzunar. Uitându-se mai bine, naratorul remarcă cu glas tare că imaginea seamănă cu un craniu de om. Simțindu-se insultat, Legrand privește desenul cu atenție și apoi îl pune într-un sertar pe care îl încuie, spre confuzia naratorului. Stânjenit de acest comportament bizar, naratorul îl părăsește pe Legrand și se întoarce acasă la Charleston.
O lună mai târziu, Jupiter îl vizitează pe narator și îl roagă să revină pe insula Sullivan în numele stăpânului său. Legrand, spune el, se comportase ciudat în ultima vreme. Când naratorul ajunge pe insulă, prietenul său îl informează că vrea să plece împreună cu slujitorul său Jupiter în căutarea unei comori pierdute, luând cu ei cărăbușul de aur pe care-l legase anterior cu o sfoară. Insularul devenise obsedat de găsirea unei comori. Naratorul are intense îndoieli cu privire la starea sănătății mintale a prietenului său și se întreabă dacă nu cumva Legrand a înnebunit.
Cei trei părăsesc insula și se îndreaptă spre continent, ajungând într-o zonă pustie și sălbatică. Ei se opresc în dreptul unui copac înalt din specia Liriodendron tulipifera, iar Legrand îi poruncește lui Jupiter să se cațăre, luând cu el cărăbușul de aur. Negrul găsește în copac un craniu și Legrand îi spune să-i dea drumul sforii cu cărăbușul prin una dintre găurile pentru ochi. Plecând de la locul unde cade cărăbușul, el determină locul unde trebuiau să sape. După o muncă obositoare, ei găsesc comoara îngropată de infamul pirat „căpitanul Kidd”, estimată de către narator la valoarea de un milion și jumătate de dolari. Odată ce comoara este pusă în siguranță, Legrand realizează o explicație detaliată a modului în care aflase de locația comorii, bazându-se pe un set de întâmplări care au avut loc după descoperirea cărăbușului de aur.
Povestea implică un caz de criptografie, cu o descriere detaliată a unei metode de rezolvare a unui cifru de substituție simplu prin utilizarea frecvențelor literelor din mesaj. Criptograma este următoarea:
```
53‡‡†305))6*;4826)4‡.)4‡);806*;48†8
¶60))85;1‡(;:‡*8†83(88)5*†;46(;88*96
*?;8)*‡(;485);5*†2:*‡(;4956*2(5*—4)8
¶8*;4069285);)6†8)4‡‡;1(‡9;48081;8:8‡
1;48†85;4)485†528806*81(‡9;48;(88;4
(‡?34;48)4‡;161;:188;‡?;

```

Mesajul decodat cu spații și semne de punctuație este următorul:
„A good glass in the bishop's hostel in the devil's seat
forty-one degrees and thirteen minutes northeast and by north
main branch seventh limb east side shoot from the left eye of the death's-head
a bee line from the tree through the shot fifty feet out.”
Traducerea mesajului în limba română este următoarea: „O sticlă bună în casa episcopului, în scaunul dracului, patruzeci și unu grade și treisprezece minute nord-est sfert de nord, principala tulpină, a șaptea creangă, partea est, lasă din ochiul stâng al capului de mort o linie de albină din arbore prin glonte, cincizeci de picioare în afară”.

## Istoricul publicării și recepție

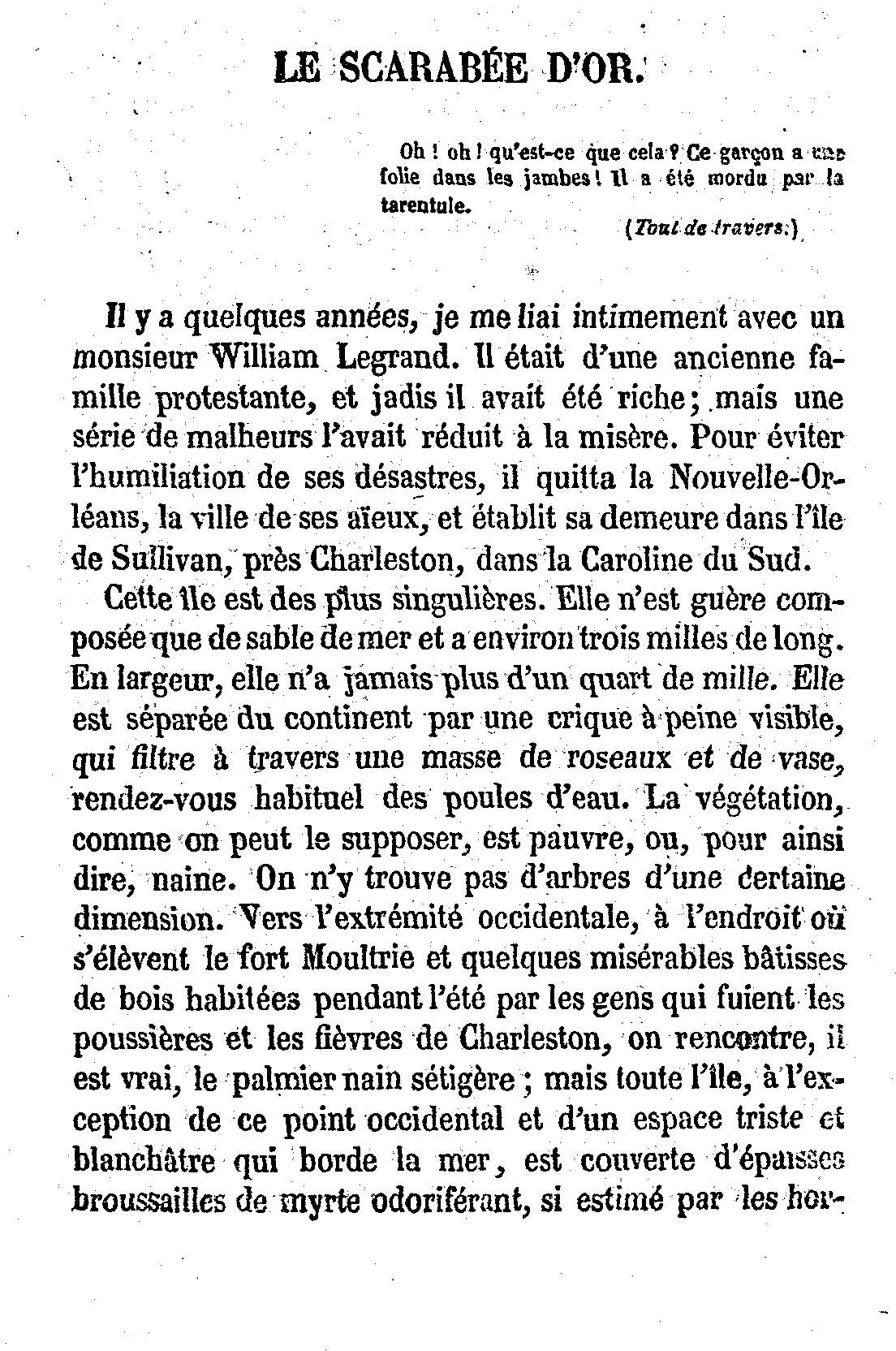
O traducere franţuzească din 1875 a „Cărăbușului de aur”

Poe a vândut inițial „Cărăbușul de aur” lui George Rex Graham pentru revista Graham's Magazine contra sumei de 52 de dolari, dar a cerut-o înapoi atunci când a auzit de un concurs de scriere, sponsorizat de ziarul Dollar Newspaper din Philadelphia. De altfel, Poe nu a mai returnat banii lui Graham și s-a oferit în schimb să se revanșeze dându-i să publice revizuirea operei pe care ar scrie-o. Poe a câștigat premiul cel mare; pe lângă câștigarea sumei de 100 $, povestirea a fost publicată în două numere ale ziarului, din 21 iunie și 28 iunie 1843. Plata de 100 $ din partea ziarului ar putea fi cea mai mare sumă primită de el pentru o singură scriere. Anticipând un răspuns public pozitiv, ziarul Dollar Newspaper a preluat dreptul de autor pentru povestirea „Cărăbușul de aur” înainte de publicarea acesteia.
Povestirea a fost republicată în trei numere ale Saturday Courier din Philadelphia la 24 iunie, 1 iulie și 8 iulie; ea a apărut în ultimele două numere pe prima pagină și a inclus și ilustrații de F. O. C. Darley. Retipăririle ulterioare din ziarele din SUA au făcut „Cărăbușul de aur” cea mai citită povestire a lui Poe din timpul vieții sale. Până în mai 1844, Poe a raportat că au circulat 300.000 de copii, deși el nu a fost probabil plătit pentru aceste retipăriri. Ea a contribuit la creșterea popularității sale ca lector. O prelegere în Philadelphia după „Cărăbușul de aur” a fost publicată și a atras o mare mulțime, încât multă lume nu a mai încăput în sală. După cum a scris Poe într-o scrisoare din 1848, aceasta „a făcut un zgomot mare”. El va compara mai târziu succesul public al „Cărăbușului de aur” cu „Corbul”, deși a admis că „pasărea bate cărăbușul”.
Public Ledger din Philadelphia a numit-o „o povestire esențială”. George Lippard a scris în Citizen Soldier că povestirea era „caracterizată printr-un interes captivant și o putere de descriere grafică, deși vagă. Este una dintre cele mai bune povestiri pe care Poe le-a scris vreodată”. Graham's Magazine a tipărit o recenzie în 1845 care a caracterizat povestirea ca fiind „destul de remarcabilă ca un exemplu de acuitate intelectuală și de subtilitate de gândire”. Thomas Dunn English a scris în Aristidean din octombrie 1845 că povestirea „Cărăbușul de aur” a avut, probabil, o circulație mai mare decât orice altă povestire americană și „este probabil cea mai ingenioasă povestire pe care a scris-o dl. POE; dar... nu este deloc comparabilă cu Inima care-și spune taina — și mai ales cu Ligeia”. Thomas Holley Chivers, prietenul lui Poe, a spus că povestirea „Cărăbușul de aur” a inaugurat „Epoca de Aur a activității literare a lui Poe”.
Popularitatea povestirii a adus și controverse. În prima lună de la publicarea sa, Poe a fost acuzat de către Daily Forum din Philadelphia că s-ar fi înțeles dinainte cu membrii Comitetului de premiere. Publicația a numit „Cărăbușul de aur” un „avort” și „gunoi total” care nu valorează mai mult de 15 $. Poe a depus o cerere de dare în judecată împotriva editorului Francis Duffee. Ea a fost retrasă ulterior , iar Duffee și-a cerut scuze pentru că a sugerat că Poe nu ar fi câștigat corect premiul de 100 $. Editorul John Du Solle l-a acuzat pe Poe că a furat ideea pentru „Cărăbușul de aur” din „Imogine; or the Pirate's Treasure”, o povestire scrisă de o școlăriță pe nume Miss Sherburne.
„Cărăbușul de aur” a fost republicată ca prima povestire din colecția Wiley & Putnam a volumului Povestiri al lui Poe din iunie 1845, urmată de „Pisica neagră” și de alte zece povestiri. Succesul acestei colecții a inspirat  prima traducere în limba franceză a „Cărăbușului de aur” publicată în noiembrie 1845 de Alphonse Borghers în Revue Britannique sub titlul „Le Scarabée d'or”, devenind prima traducere literară a unei povestiri a lui Poe într-o limbă străină. Doi ani mai târziu, ea a fost tradusă în limba rusă după acea versiune, marcând debutul literar lui Poe în această țară. În 1856, Charles Baudelaire a publicat traducerea sa a povestirii în primul volum Histoires extraordinaires. Baudelaire a fost foarte influent în introducerea operei lui Poe în Europa și traducerile sale au devenit versiunile definitive în limba franceză de pe întregul continent.

### Traduceri în limba română
Prima traducere în limba română a fost publicată anonim în ziarul Națiunea, anul X (1891), nr. 2527-2533, împreună cu „Portretul oval” și „Hopa-Hop” într-o serie intitulată „Povești năzdrăvane”. Povestirea a fost tradusă apoi de „Șt. P.” (cel mai probabil Ștefan Petică) și inclusă sub titlul „Cărăbușul de aur” în volumul Nuvele extraordinare, editat în 1896 de Institutul de Editură Ralian și Ignat Samitca din Craiova, Biblioteca de popularizare Literatura, Știința, Arta, nr. 19. Alte traduceri au fost publicate în anul 1909 sub titlul „Cărăbușul de aur. Nuvelă extraordinară” (într-o broșură de 32 de pagini tipărită de Tip. Miulescu din București, în numărul 11 al Bibliotecii Lumen), în 1910 sub titlul „Gândacul de aur” (într-o broșură de 125 de pagini fără an și datele editorului) și tot în 1910 sub titlul „Cărăbușul de aur” (realizată de  Barbu Constantinescu și publicată în volumul Nuvele extraordinare, editat în 1910 de Edit. Librăriei Socec & Co. din București, în Biblioteca Populară Socec, nr. 101-103). O altă traducere a fost publicată într-o broșură editată în cadrul Bibliotecii Lumea în anii 1930. 
Povestirea a fost tradusă apoi de Ion Vinea și publicată în vol. Scrieri alese (vol. II), editat în 1963 de Editura pentru Literatură Universală din București, fiind reeditată de mai multe ori. Traduceri noi au fost realizate de Liviu Cotrău (publicată în volumul Misterul lui Marie Rogêt și alte povestiri, editat în 2005 de Editura Polirom din Iași și reeditat de mai multe ori) și de Gabriel Mălăescu (publicată sub titlul „Gândacul de aur” în volumul Gândacul de aur, editat în 2014 de Editura MondoRo din București).

## Analiză

Criptograma frecvenţei literelor

Frecvenţa literelor în limba engleză

„Cărăbușul de aur” include un cifru care utilizează substituirea polifonică. Deși el nu a inventat „scrierea secretă” sau criptografia (el a fost probabil inspirat din Robinson Crusoe de Daniel Defoe ), Poe a popularizat-o cu siguranță în perioada sa. Pentru majoritatea oamenilor din secolul al XIX-lea, criptografia era misterioasă și cei capabili să spargă codurile erau considerați ca fiind înzestrați cu o capacitate aproape supranaturală. Poe a atras atenția asupra ei ca o noutate timp de peste patru luni în anul 1840 în publicația Alexander's Weekly Messenger. El le-a cerut cititorilor să-și prezinte propriile lor cifruri de substituție, oferindu-se să le rezolve pe toate acestea cu un mic efort. Provocarea a adus, după cum a scris Poe, „un interes foarte viu în rândul numeroșilor cititori ai revistei. Au sosit scrisori la redacție din toate părțile țării”. În iulie 1841, Poe a publicat „A Few Words on Secret Writing” și, realizând interesul față de acest subiect, a scris „Cărăbușul de aur” ca una dintre puținele piese literare care includ cifruri ca parte a poveștii. Explicația personajulului Legrand al lui Poe despre capacitatea sa de a rezolva cifrul este foarte asemănătoare cu explicația lui Poe din „A Few Words on Secret Writing”.

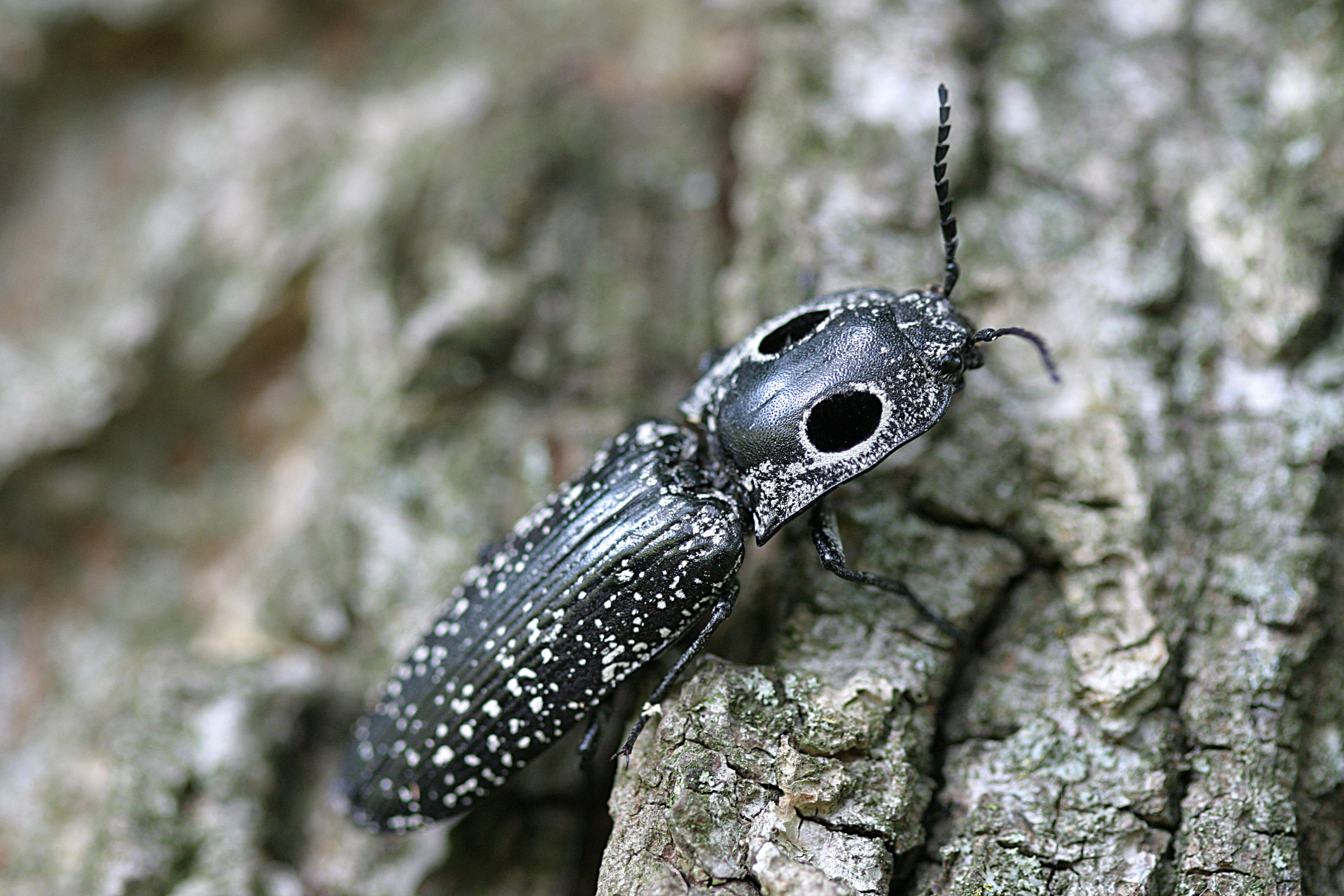
Gândacul Alaus oculatus, împreună cu un gândac cu antene lungi, au inspirat ficționalul „cărăbuș de aur” din povestirea lui Poe.

„Cărăbușul de aur” din povestire nu este o insectă adevărată. În schimb, Poe a combinat caracteristicile a două insecte găsite în zona în care are loc acțiunea din povestire. Callichroma splendidum, deși nu este un scarabeu din punct de vedere tehnic, ci o specie de gândac cu antene lungi (Cerambycidae), are un cap auriu și corp ușor colorat în auriu. Petele negre observate pe partea din spate a cărăbușului fictiv pot fi găsite pe Alaus oculatus, un gândac originar tot din Insula Sullivan.
Reprezentarea de către Poe a servitorului african Jupiter este adesea considerată stereotipă și rasistă într-o perspectivă modernă. Jupiter este descris ca fiind superstițios și atât de lipsit de inteligență încât el nu poate deosebi stânga de dreapta. Poe a inclus probabil personajul după ce a fost inspirat de un personaj similar din romanul Sheppard Lee (1836) de Robert Montgomery Bird, pe care l-a recenzat. Folosirea personajelor de culoare neagră era un lucru obișnuit în literatura timpului, dar alegerea lui Poe de a pune un negru să vorbească a fost ceva neobișnuit. Criticii și cercetătorii literari, cu toate acestea, și-au pus întrebarea dacă accentul lui Jupiter era autentic sau cu rol comic, sugerând că el nu era similar accentelor folosite de negri în Charleston, ci, eventual, inspirat de Gullah.
Deși povestirea este adesea inclusă în lista scurtă de povestiri polițiste scrise de Poe, „Cărăbușul de aur” nu este din punct de vedere tehnic o povestire polițistă deoarece Legrand ascunde probele până la oferirea soluției. Cu toate acestea, personajul Legrand este adesea comparat cu detectivul fictiv C. Auguste Dupin al lui Poe datorită folosirii „raționamentului”. „Raționamentul” (termenul original este „ratiocination”), un termen folosit de Poe pentru a descrie metoda lui Dupin, este procesul prin care Dupin detectează ceea ce alții nu au văzut sau ceea ce alții au considerat lipsit de importanță.

## Influențe
„Cărăbușul de aur” l-a inspirat pe Robert Louis Stevenson în scrierea unui roman despre o vânătoare de comori intitulat Comoara din insulă (1883). Stevenson a recunoscut această influență: „Am intrat in galeria domnului Poe... Fără îndoială, scheletul [în romanul meu] este preluat de la Poe”.
Poe a jucat un rol major în popularizarea criptogramelor în ziarele și revistele din vremea sa  și ulterior. William F. Friedman, primul criptograf al Americii, a devenit interesat de criptografie după ce a citit „Cărăbușul de aur” când era copil - interes pe care l-a folosit mai târziu în descifrarea codului PURPLE al Japoniei în timpul celui de-Al Doilea Război Mondial. „Cărăbușul de aur” include și prima utilizare a termenului „criptograf” (diferit de „criptogramă”).
Poe a fost cantonat la Fort Moultrie în perioada noiembrie 1827 - decembrie 1828 și s-a folosit de experiența sa personală în Insula Sullivan în recrearea locului unde se petrece acțiunea din „Cărăbușul de aur”. Aici a auzit Poe poveștile cu pirați precum căpitanul Kidd. Locuitorii Insulei Sullivan au adoptat această legătură cu Poe și și-au denumit biblioteca publică cu numele lui. După o legendă locală din Charleston, poemul „Annabel Lee” a fost imaginat și el în perioada șederii lui Poe în Carolina de Sud. Poe a stabilit și acțiunile din „Farsa cu balonul” și „Lada dreptunghiulară” în această vecinătate.
O. Henry face referire la comoara îngropată din „Cărăbușul de aur” în povestirea sa „Supply and Demand”. Atunci când un alt personaj află că personajele principale sunt în căutare de comori, el le întreabă dacă l-au citit pe Edgar Allan Poe. Titlul romanului The Gold Bug Variations (1991) al lui Richard Powers este derivat din „The Gold-Bug” și din compoziția Goldberg Variations a lui Bach, iar romanul încorporează o parte din intriga povestirii.
Autorul evreu rus David Shrayer-Petrov a publicat „The House of Edgar Allan Poe” în volumul 2011 Prose, în care „Cărăbușul de aur” a avut o influență majoră. Shrayer-Petrov se referă la un gândac, de asemenea, legat de un șir de caractere, care stă la baza găsirii unei comori în subsolul casei lui Sarah Helen Whitman, iubita lui Poe care a trăit la Providence, Rhode Island.

## Adaptări
Povestirea s-a dovedit suficient de populară în zilele sale astfel încât a fost realizată o versiune pentru scenă care a avut premiera la 8 august 1843. Producția a fost realizată împreună cu Silas S. Steele și a fost jucată la American Theatre din Philadelphia. Redactorul șef al ziarului The Spirit of the Times din Philadelphia a spus că piesa „a mers greu și a fost destul de obositoare. Cadrul de lucru a fost destul de bun, dar a vrut să umple totul”.
În film și televiziune, o adaptare a operei a apărut la Your Favorite Story din 1 februarie 1953 (sezonul 1, episodul 4). Acest episod a fost regizat de Robert Florey după o piesă de teatru TV scrisă de Robert Libott. O adaptare ulterioară a apărut la ABC Weekend Special în 2 februarie 1980 (sezonul 3, episodul 7). Această piesă de teatru TV a fost scrisă de Edward Pomerantz și regizată de Robert Fuest. Un film spaniol care a adaptat această operă a fost lansat în 1983 sub titlul En busca del dragón dorado. El a fost scris și regizat de Jesús Franco, sub pseudonimul „James P. Johnson”.
Episodul „The Gold Bug” al serialului ABC Weekend Special din 1980, cu Roberts Blossom în rolul lui LeGrand, Geoffrey Holder ca Jupiter și Anthony Michael Hall, a câștigat trei premii Emmy: 1) Outstanding Children's Anthology/Dramatic Programming, Linda Gottlieb (producător executiv), Doro Bachrach (producător), pentru episodul „The Gold Bug”; 2) Outstanding Individual Achievement in Children's Programming, Steve Atha (machior și coafor), pentru episodul „The Gold Bug”; și, 3) Outstanding Individual Achievement in Children's Programming, Alex Thomson (operator), pentru episodul „The Gold Bug”.
O versiune simplificată a povestirii a fost inclusă în volumul Murders in the Rue Morgue, and The Gold Bug (1973) de Robert James Dixson, publicat de Regents Pub. Co.
O dramatizare radiofonică antirasistă „postmodernă” a povestirii a fost difuzată de BBC Radio 4 în 2001. Scenariul a fost scris de Gregory Evans, producția a fost regizată de Ned Chaillet și i-a avut în rolurile principale pe Clarke Peters, Rhashan Stone și William Hootkins.
Cifrul folosit în „Cărăbușul de aur” a fost utilizat, de asemenea, în romanul The Man who Was Poe de Avi. El a fost folosit în povestire pentru ca antagoniștii să comunice și este decriptat de scriitorul său, Edgar Allan Poe.
„Cărăbușul de aur” a fost produs ca o dramă complet audio la Journey Into... Podcast.  (2014) Producător a fost Marshal Latham, iar actori de voce Big Anklevich și Rish Outfield.